# Gymnocalycium bodenbenderianum

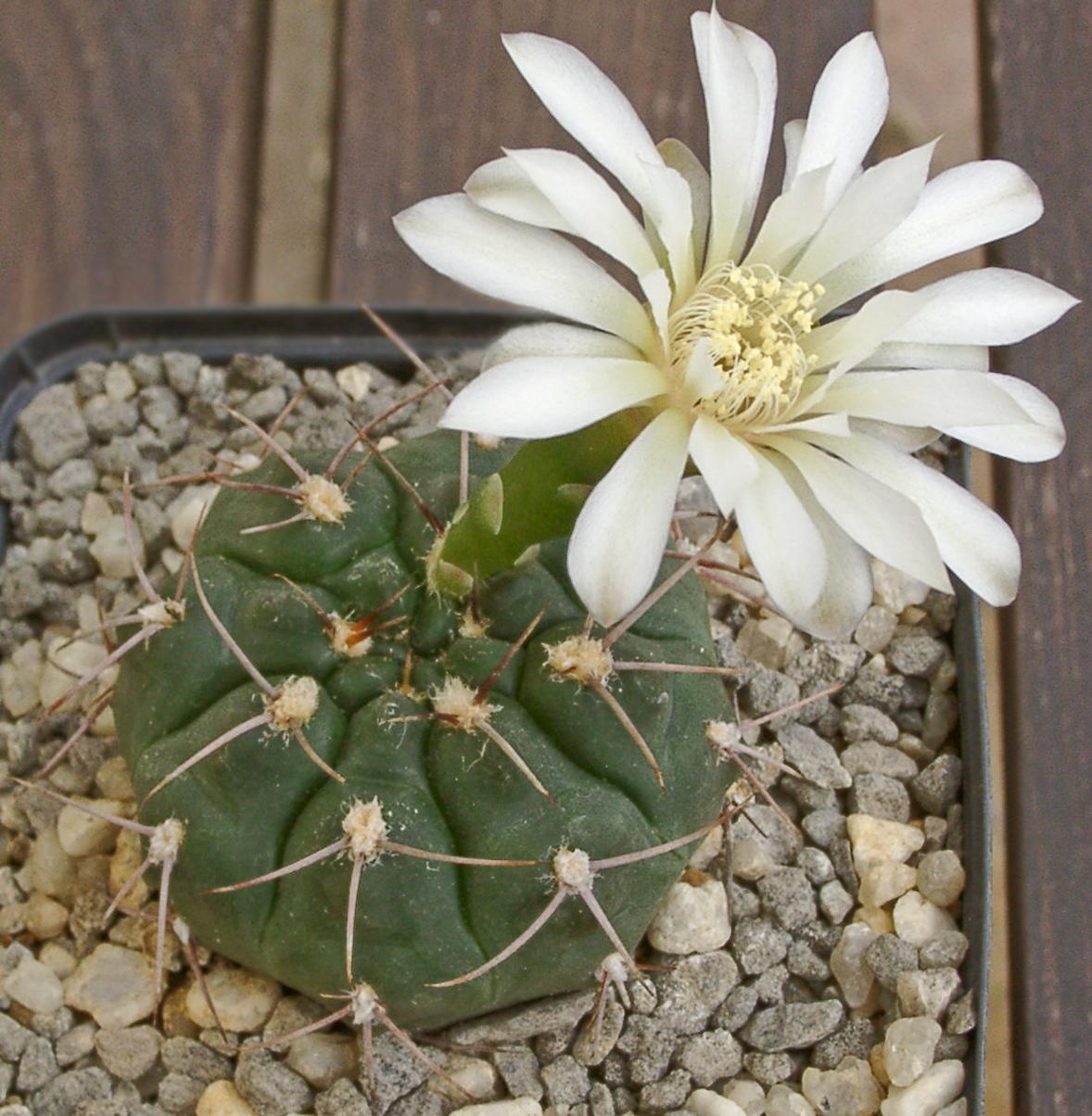
Gymnocalycium bodenbenderianum virága közelről

A Gymnocalycium bodenbenderianum a valódi kaktuszok (Cactaceae) Trichocereeae nemzetségcsoportjának Gymnocalycium nemzetségébe, a Pileisperma al-fajcsoportjába tartozó kaktusz faj.
Szinonim elnevezése: Gymnocalycium moserianum. Egyesek a Gymnocalycium stellatum faj alakváltozatának tekintik.

## Elterjedése
Argentínában, Córdoba és La Rioja tartományban honos.

## Megjelenése, felépítése
Ez az erősen lapított gömb alakú, szürkésbarna vagy barna kis kaktusz mintegy 8 cm szélesre nőhet meg. 11-14 alacsony bordáját ugyancsak alacsony, állszerű dudorok tagolják. A dudorok alatt kis barázdák futnak keresztbe.
Középtövise nincs; a 3–5, kb. 1 cm-es, karomszerű peremtövis oldalra és lefelé mutat, a növény testére simuló. A tövisek kezdetben általában feketék vagy barnásak, később megszürkülnek.
Mintegy 3,5 cm hosszú virága halvány rózsaszínű vagy fehéres.

## Alfajok, változatok
- Gymnocalycium bodenbenderianum ssp. intertextum